# Ágios Vasílios
Pour les articles homonymes, voir Ágios Vassílios.
Ágios Vasílios (grec moderne : Άγιος Βασίλειος) est un village et un dème situé dans la périphérie de la Crète en Grèce. Le dème actuel est issu de la fusion, en 2011, entre les dèmes de Foínikas et Lámpi, qui sont devenus des districts municipaux.

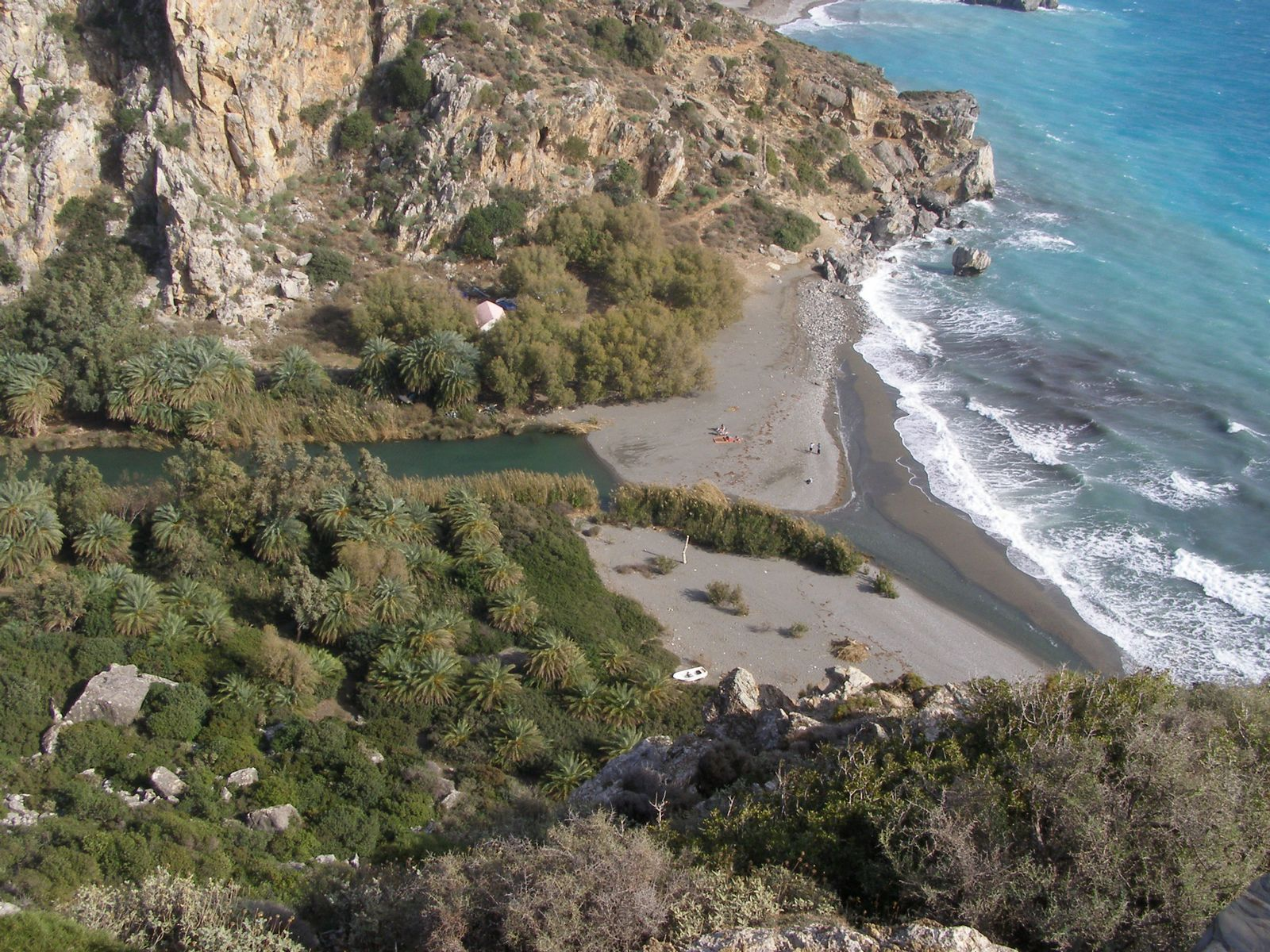
Plage de Preveli, au bout des gorges de Kourtaliotico